# Grauballe-Mann

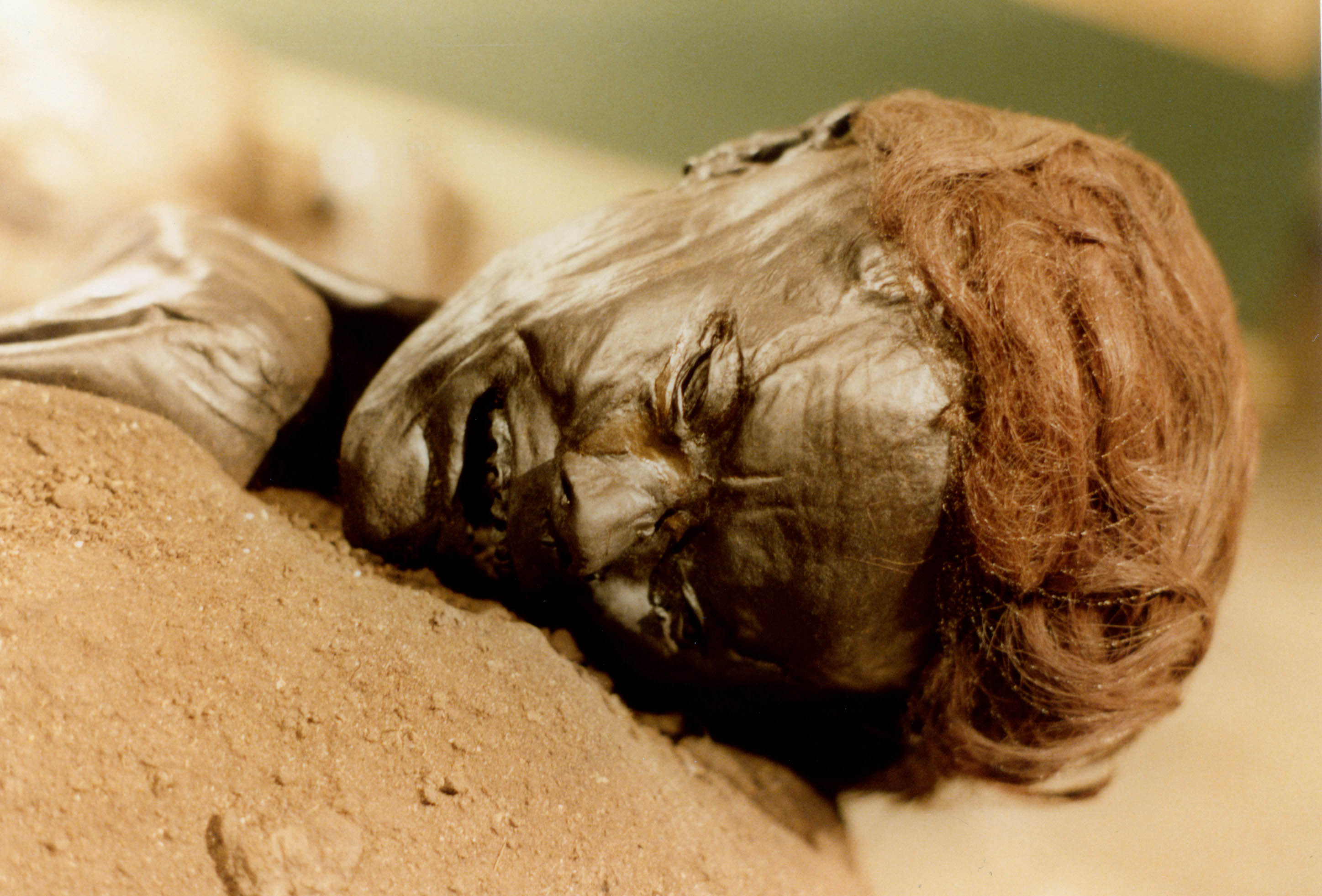
Kopfansicht des Grauballe-Mannes in der früheren Präsentation

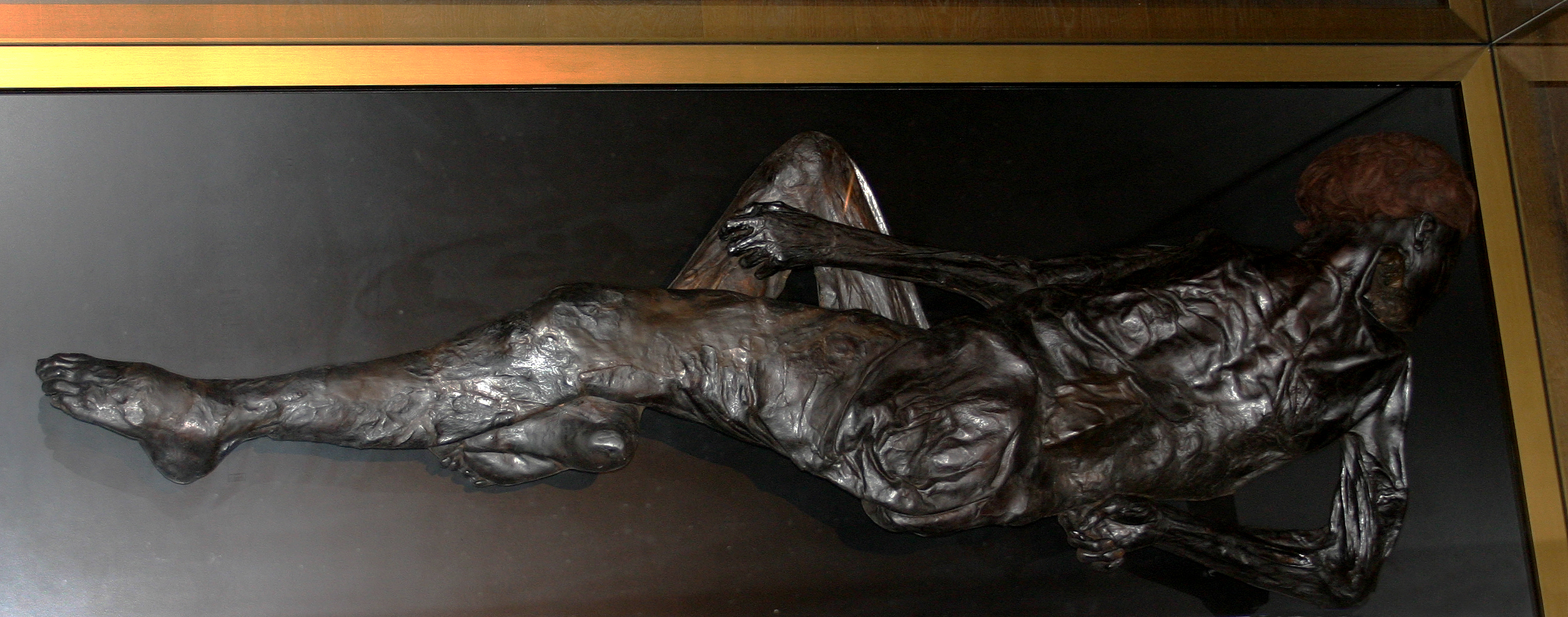
Gesamtansicht des Körpers in der neuen Präsentation

Der Grauballe-Mann ist eine Moorleiche, die 1952 in Jütland im Nebelgårds Mose, einem Kesselmoor von 130 m Durchmesser in Grauballe 8 km nordöstlich von Silkeborg in Dänemark gefunden wurde. Der im 3. Jahrhundert v. Chr. verstorbene Mann lebte in der vorrömischen Eisenzeit und ist neben dem Tollund-Mann die besterhaltene und bekannteste dänische Moorleiche. Der Grauballe-Mann wird im Museum Moesgård bei Aarhus ausgestellt.

## Fund
Der Torfstecher Tage Busk Sørensen stieß am 26. April 1952 bei seiner Arbeit im Moor etwa einen Meter unter der Oberfläche auf die Leiche. Zunächst hielt er die freigelegte Schulter für eine Baumwurzel, erkannte aber beim Weitergraben, dass es sich um eine menschliche Leiche handelte. Darauf kontaktierte er den Arzt Ulrik Balslev, der seinerseits das Historische Museum Aarhus mit P. V. Glob informierte. Beide eilten zur Fundstelle, um die Leiche zu untersuchen und auszugraben. Glob war es auch, der der Moorleiche den Namen Grauballe-Mann gab.
Fundort: 56° 12′ 33,7″ N, 9° 37′ 49,8″ O.

## Konservierung
Aufgrund der natürlichen Gerbprozesse im Moor wurde die Leiche nahezu vollständig konserviert. Nach einer kurzen Untersuchung wurde der Grauballe-Mann für eine Woche im Museum der Öffentlichkeit präsentiert und von rund 20.000 Besuchern gesehen. Die weitere Untersuchung und Konservierung der Leiche führte Long-Kornbak durch. Da noch nicht genügend Erfahrungen mit der dauerhaften und schonenden Konservierung von Moorleichen vorlagen, wurde die Leiche 18 Monate in einem Bad aus Eichenlohe zu Ende gegerbt. Um die Schrumpfung des Körpers nach dem Trocknen zu vermindern, wurde der Körper anschließend mit Türkischrotöl getränkt. Nach Abschluss der Konservierungsarbeiten wurde die Moorleiche endgültig im Moesgård-Museum neben Opferfunden aus einem Moor bei Smederup ausgestellt. Zur weiteren Konservierung wird die Leiche in der Ausstellungsvitrine unter einer Stickstoffatmosphäre aufbewahrt.

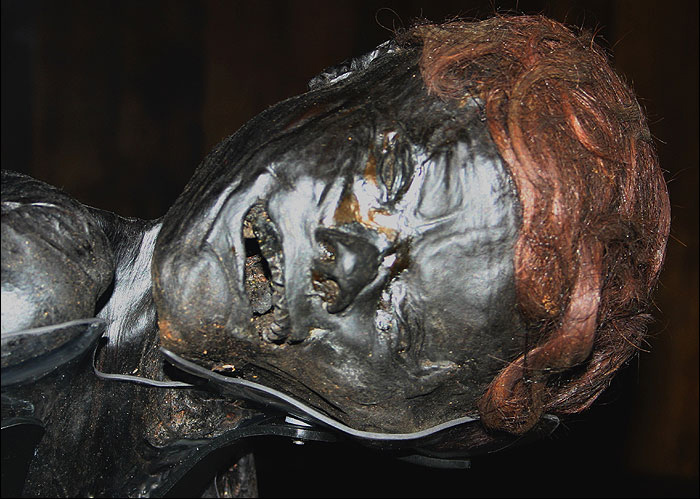
Kopfansicht des Grauballe-Mannes
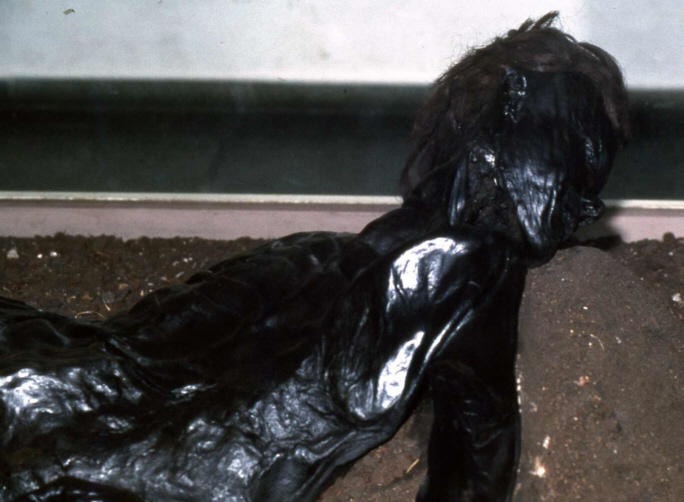
Oberkörper des Grauballe-Mannes
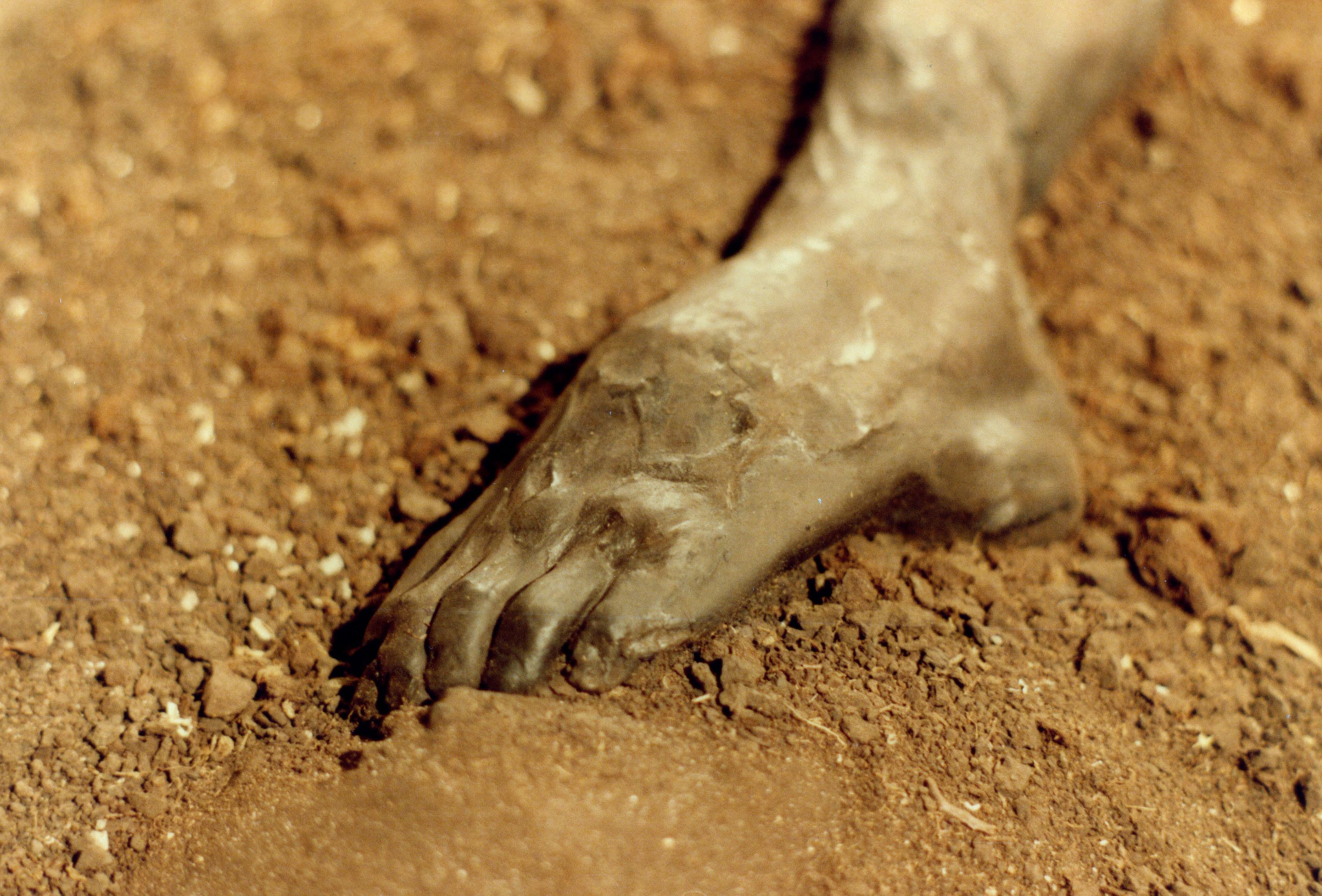
Fuß des Mannes
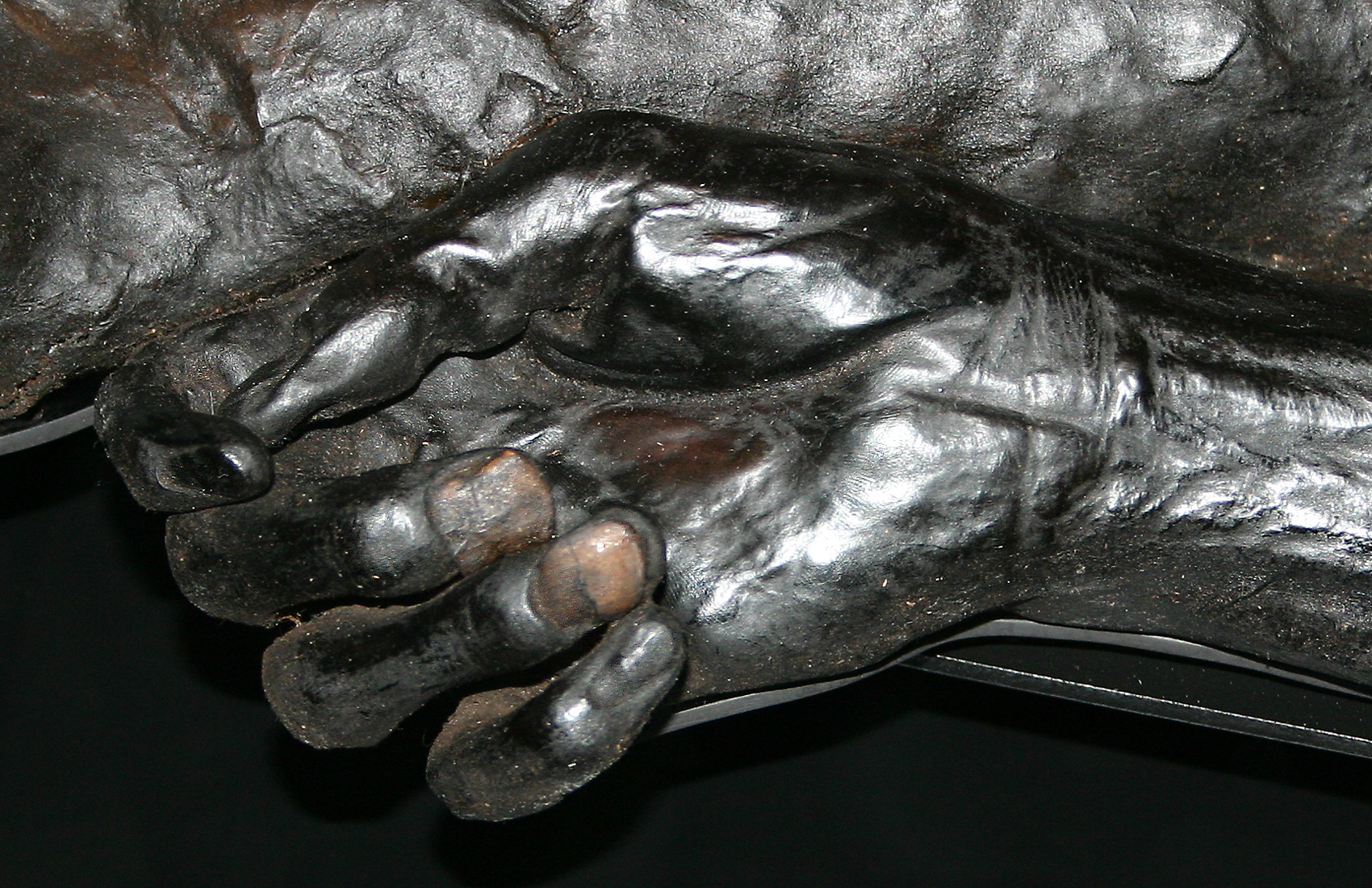
Hand des Mannes
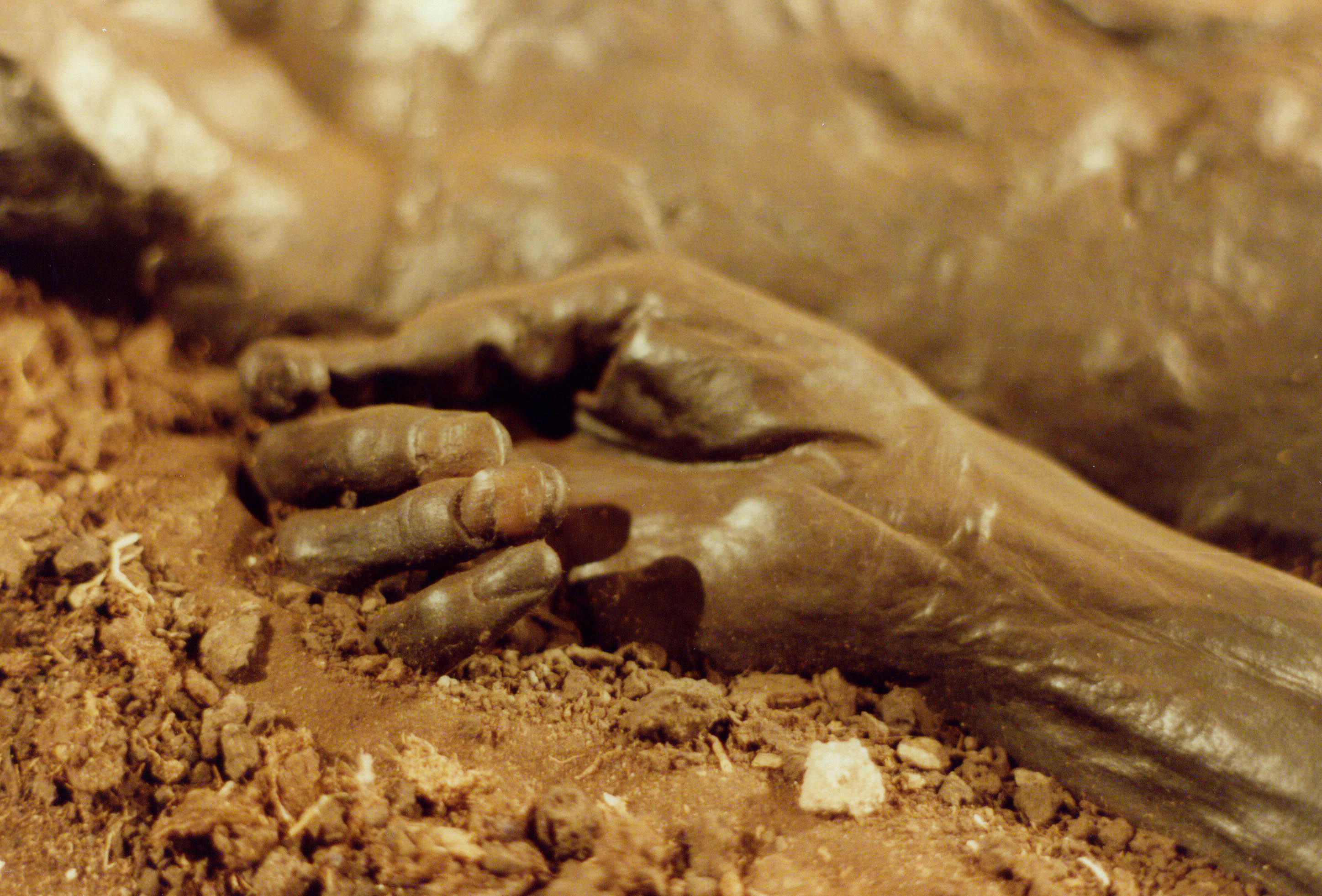
Die Hand in der früheren Präsentation

## Befunde
Der Grauballe-Mann lag mit angezogenem rechten Bein und rechten Arm sowie nach hinten gerichtetem Kopf in Bauchlage im Moor. Durch den Druck der umgebenden Moorschichten ist seine Leiche etwas zusammengedrückt, ansonsten ist sie jedoch vollständig erhalten und in einem sehr guten Zustand. Es fanden sich keine Spuren von Kleidung, Schmuck oder anderen persönlichen Gegenständen. Neben der Leiche wurden lediglich mehrere etwa drei Zentimeter lange Birkenhölzchen mit eingeritzten Symbolen gefunden.

### Anatomische Befunde
Der etwa 34 Jahre alte und etwa 175 cm große Mann wurde durch einen fachmännisch ausgeführten, vom einen bis zum anderen Ohr reichenden Kehlenschnitt getötet. Daneben weisen Schädel und Schienbeinbereich Läsionen auf. Die genauere Untersuchung der Leiche ergab, dass der Mann zu Lebzeiten keine schwere körperliche Arbeit verrichtet hatte. Seine gepflegten Hände und Fingernägel lassen darauf schließen, dass es sich möglicherweise um einen Angehörigen der lokalen Oberschicht gehandelt hat. Die Leiche war so gut erhalten, dass Fingernägel, Haare und Bartstoppeln unbeschadet die Lagerung im Moor überstanden. Seine gepflegten Haare haben durch die Einwirkung der Moorsäuren eine rotblonde Farbe, die ursprüngliche Haarfarbe lässt sich jedoch nicht mehr genau bestimmen; sie war vermutlich dunkel. Von seinen Fingern konnten, wie bei einem lebenden Menschen, klare Fingerabdrücke abgenommen werden.
Im Jahre 2001 folgten weitere medizinische Untersuchungen in den Universitätskrankenhäusern von Aarhus und Skejby. An der Leiche wurden umfangreiche DNA-Tests und Untersuchungen per Computertomographie und Magnetresonanztomographie durchgeführt. Mit Hilfe dieser Daten konnte ein 3D-Modell der Leiche für eine Rekonstruktion des Kopfes und eine Gesichtsrekonstruktion erstellt werden. An dem ansonsten gesunden jungen Mann wurde eine beginnende rheumatische Arthrose sowie Zahnkaries diagnostiziert. Die Läsionen im Schädelbereich sind erst nach seinem Tode durch die Lagerung im Moor entstanden und auf den Druck des umgebenden Erdreichs zurückzuführen. Die umfangreichen Studien erbrachten zahlreiche neue Informationen wie beispielsweise, dass der Tote seine Haare regelmäßig schneiden ließ und er sich zuletzt etwa drei Wochen vor seinem Tod rasierte. Seine letzte Mahlzeit bestand aus mehreren verschiedenen Getreidesorten wie Gerste, Weizen und Hafer, weiterhin wurden die Samen von mehr als 60 verschiedenen Kräutern, Unkräutern und Gräsern gefunden. Es wurden keine Spuren von frischem Obst oder Kräutern gefunden, so dass er wahrscheinlich in der Winterzeit zu Tode gekommen ist. Ein Todeszeitpunkt im Winter kann auch eine Erklärung für den außerordentlich guten Erhaltungszustand der Leiche sein. Durch die Lagerung im eiskalten Wasser wurden die natürlichen Abbauprozesse des Leichnams extrem verlangsamt.
Die Auswertung der Verteilung der Pollen- und der Pflanzenreste im Umfeld der Fundstätte des Grauballe-Manns zeigte an, dass er auf eine ältere, jedoch frisch abgestochene Torfschicht gelegt wurde, auf der sich schnell neues organisches Material aufbaute. Dies ist ein Indiz dafür, dass das Nebelgårds Mose bereits in historischen Zeiten extensiv bewirtschaftet wurde, beispielsweise, um Torf als Brennmaterial zu gewinnen.

### Datierung
Eine frühe Radiokohlenstoffdatierung (14C-Datierung) durch den Nobelpreisträger Willard Frank Libby ergab einen Sterbezeitraum des Grauballe-Mannes von 210 bis 410 n. Chr. Weitere 14C-Datierungen im Jahre 1978 ergaben einen Todeszeitpunkt in der vorrömischen Eisenzeit von 52 v. Chr. ±55 Jahre. Die neuere Untersuchung einer 14C-Probe aus dem Muskelgewebe mittels Beschleuniger-Massenspektrometrie (AMS) ergab einen Todeszeitpunkt um die Jahre 375–255 v. Chr. Nach Berücksichtigung der Standardabweichungen kann ein Todeszeitpunkt um das Jahr 290 v. Chr. angenommen werden.

## Deutung
Wie bei anderen gewaltsam ums Leben gekommenen Menschen, die durch Moor konserviert wurden, ist sich die Wissenschaft nicht einig, ob der Grauballe-Mann zur Strafe getötet wurde oder Teil eines Menschenopfers wurde. Es konnten keine sicheren Hinweise gefunden werden, die eine Straf- oder Opferthese eindeutig belegen. Die bei der Leiche gefundenen Birkenhölzchen könnten ein Hinweis für ein geworfenes Los sein, die die Opferthese wahrscheinlicher erscheinen lassen.
Bei der durchgeführten Autopsie konnten im Magen und Darm der Leiche Hinweise für eine Mutterkornvergiftung gefunden werden. Diese Krämpfe und Halluzinationen verursachende Erkrankung kann ebenfalls als Grund für seinen späteren Tod gesehen werden. Die Mörder des Grauballe-Mannes können ihn als jemanden gesehen haben, der besessen war und deshalb getötet werden musste. Eine weitere Deutung verweist auf Tacitus Germania, Kap. 12, wonach passiv Homosexuelle im Moor versenkt wurden.

## Vermischtes
Bereits kurz nach dem Bekanntwerden des Fundes gab es um den Grauballe-Mann einen kleinen Disput. Nachdem eine örtliche Bäuerin in der Leiche einen 1887/1888 verschwundenen Mann erkannt haben wollte – es sei der rote Kristian, ein Alkoholiker aus der Gegend, der öfter betrunken im Moor herumgezogen sei –, kamen immer mehr Leute, die in der Leiche denselben Kristian erkannt haben wollten. Dieser Fall wurde von mehreren Zeitungen aufgegriffen und thematisiert. Professor Glob äußerte jedoch nach einer ersten Datierung starke Zweifel an dieser Theorie, die durch spätere 14C-Datierungen schließlich bestätigt wurden.

## Nachwirkungen
Der Fund des Grauballe-Mannes inspirierte den Künstler Joseph Beuys 1969 zur Schaffung seiner sozialkritischen Skulptur Grauballemann. Der irische Schriftsteller und Literaturnobelpreisträger Seamus Heaney widmete dem Grauballe-Mann ein kurzes Gedicht, worin er die scheinbar anmutige, ruhige und friedliche Wirkung beschreibt, die der Grauballe-Mann jetzt so trügerisch auf seinen Betrachter ausstrahlt.